# Пора тайгового проліска
«Пора тайгового проліска» — радянський чорно-білий художній фільм, знятий на Свердловській кіностудії в 1958 році режисером Ярополком Лапшиним. Прем'єра фільму відбулася 15 квітня 1959 року.

## Сюжет
Забайкалля. Весна 1918 року. Радянській владі всього кілька місяців. Невеликий загін червоноармійців прибуває на гірську заїмку бурятського багатія Ахсая. У куркуля рабськи працюють його невістка Динсема і її рідний молодший брат Абідо. Серед червоноармійців є російська жінка, яка стає подругою Динсеми. Від неї Динсема і Абідо дізнаються про революцію, про боротьбу між старим і новим. У Динсеми і червоноармійця Баїра з'являється взаємне почуття кохання. Але заїмку потайки відвідує чоловік Динсеми, білогвардійський офіцер Гилик. Над червоноармійським загоном нависає небезпека.

## У ролях
- Буда Вампілов — Ахсай
- Мария Степанова — Жалмасу
- Найдан Гендунова — Шабганса
- Валентина Дагбаєва (Вань Хан-Чинь) — Динсема
- Ілларіон Марактаєв — Абідо
- Володимир Манкетов — Гилик, білогвардійський офіцер
- Петро Ніколаєв — Галсан
- Володимир Халматов — червоноармієць Ширеторов
- Юрій Леонідов — червоноармієць Степан
- Раїса Куркіна — червоноармієць Анна
- Федір Сахіров — червоноармієць Баїр
- Буянто Аюшин — червоноармієць
- Цирен Шагжин — Тихоня
- Бальжиніма Рінчіно — дядько Пунсек
- А. Адамов — червоноармієць
- Володимир Кадочников — червоноармієць
- Сундуп Рабсалов — старий-відлюдник

## Знімальна група
- Режисер —  Ярополк Лапшин
- Сценарист —  Микола Дамдінов
- Директори фільму — К. Жолобова, С. Ігнатов
- Оператор —  Василь Кирбижеков
- Композитор —  Юрій Левітін
- Художник — Юрій Істратов